# قرة ماريا
قرة ماريا (بالإنجليزية: Kara Maria)‏ هي رسامة أمريكية، ولدت في 6 ديسمبر 1968 في بينغامتون في الولايات المتحدة.